# Reseda undata
Reseda undata es una planta de la familia de las resedáceas.

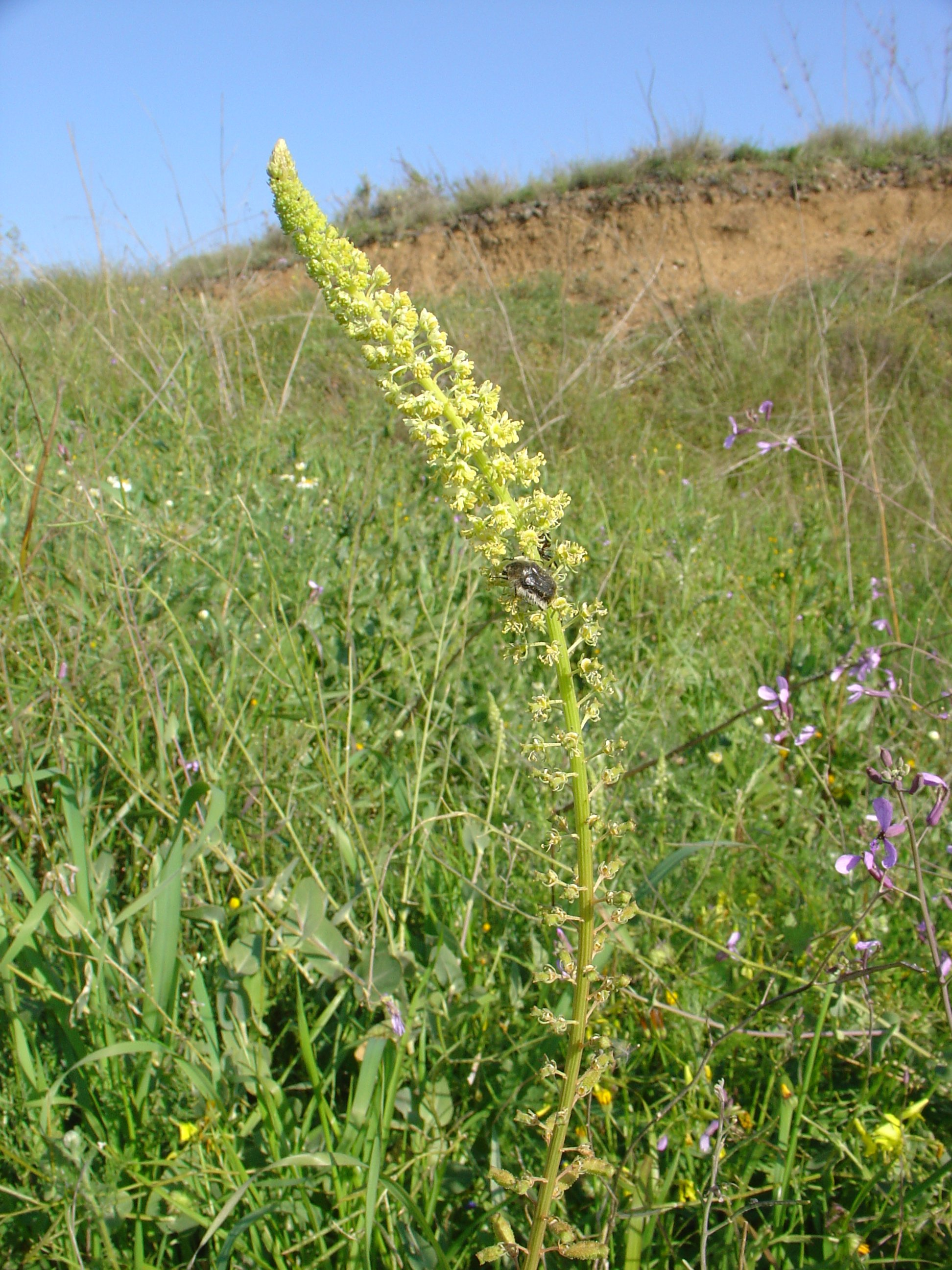
Inflorescencia

## Descripción
Es una planta anual o perennifolia. Alcanza un tamaño de hasta 80 cm de altura, erecta. Las hojas en su mayoría en roseta basal, pinnatipartidas a pinnatisectas, con lóbulos desiguales, ondulados, a veces ternados. Brácteas persistentes. Pedicelos de 1,25 mm. Cáliz con 5 (-6) sépalos de 1,25 mm. Corola con 5 (-6) pétalos de 3-5 mm, blancos, semejantes; los posteriores con uña bien marcada y limbo marginal trilobado. Androceo con c. 12 estambres, concrescentes en la base. El fruto en cápsulas de 2,5-8 x 3-5 mm, de turbinadas a subglobosas, truncadas. Semillas de 1 x 1 mm, reniformes, negras, con numerosos tubérculos dispuestos longitudinalmente. Florece y fructifica de febrero a junio.

## Distribución y hábitat
Se encuentra sobre calizas, a una altitud de entre 500-1400 metros. en la Subbética, Grazalema, Algeciras. Sur de España y Marruecos.

## Taxonomía
Reseda undata fue descrita por Carlos Linneo y publicado en Syst. Nat., ed. 10, 2: 1046 (1759) 
Citología
Número de cromosomas de Reseda undata (Fam. Resedaceae) y táxones infraespecíficos: 
n=10; 2n=20
Sinonimia
- Reseda toletana Sennen[4]
- Reseda gayana Boiss.
- Reseda leucantha Hegelm. ex Lange in Willk. & Lange
- Reseda valentina Pau ex Cámara
- Tereianthes undata (L.) Raf.[5]

## Nombres comunes
- Castellano: farolicos, gualdilla, gualdón, jopillo de zorro, rabillo de gato, resedilla.[5]